# Gaston (Carolina del Sud)
Gaston és una població dels Estats Units a l'estat de Carolina del Sud. Segons el cens del 2000 tenia 1.304 habitants.

## Demografia
Segons el cens del 2000, Gaston tenia 1.304 habitants, 484 habitatges i 366 famílies. La densitat de població era de 146,8 habitants/km².
Dels 484 habitatges en un 40,9% hi vivien nens de menys de 18 anys, en un 60,1% hi vivien parelles casades, en un 10,7% dones solteres, i en un 24,2% no eren unitats familiars. En el 19,4% dels habitatges hi vivien persones soles el 4,8% de les quals corresponia a persones de 65 anys o més que vivien soles. El nombre mitjà de persones vivint en cada habitatge era de 2,69 i el nombre mitjà de persones que vivien en cada família era de 3,08.
Per edats la població es repartia de la següent manera: un 28,9% tenia menys de 18 anys, un 8,1% entre 18 i 24, un 31,9% entre 25 i 44, un 22,9% de 45 a 60 i un 8,1% 65 anys o més.
L'edat mediana era de 35 anys. Per cada 100 dones de 18 o més anys hi havia 96 homes.
La renda mediana per habitatge era de 31.411 $ i la renda mediana per família de 32.917 $. Els homes tenien una renda mediana de 27.857 $ mentre que les dones 21.680 $. La renda per capita de la població era de 13.546 $. Entorn del 17,1% de les famílies i el 18,2% de la població estaven per davall del llindar de pobresa.

## Poblacions més properes
El següent diagrama mostra les poblacions més properes.